# Chrysogonus Waddell
Chrysogonus Waddell OCSO (* 1. März 1930 auf den Philippinen; † 23. November 2008 in Gethsemani Abbey in Trappist, Kentucky) war ein Trappistenmönch und Theologe.

## Leben

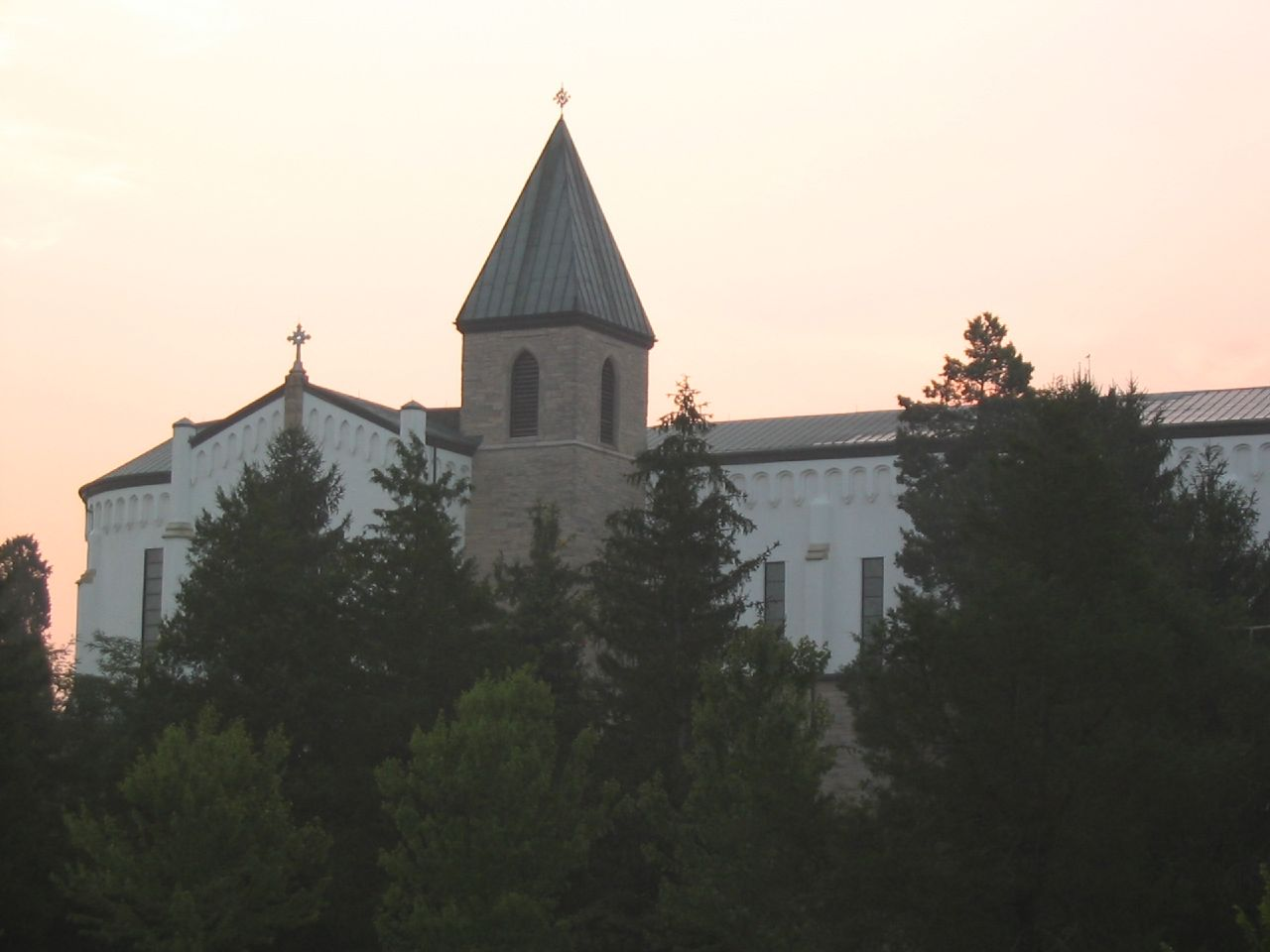
Die Trappistenabtei Gethsemani - Professkloster von Pater Chrysogonus Waddell

Thomas Waddell konvertierte im Jahr 1949 als Student der Musikwissenschaft in Philadelphia zum Katholizismus und trat am 2. August 1950 in das Noviziat der Trappistenabtei Gethsemani ein; dort legte er am 1. November 1955 die Feierliche Profess ab und erhielt den Ordensnamen Chrysogonus. Am 31. Mai 1958 wurde er zum Priester geweiht und ging darauf nach Rom, um an der Benediktinerhochschule Sant’Anselmo zu promovieren. Dort begann er eine Laufbahn als Liturgiewissenschaftler und Historiker, die ihm weltweite Anerkennung brachte. Seine über 100 Publikationen zur Liturgiegeschichte des Zisterzienserordens sind ein wesentlicher Beitrag zur Ordensgeschichtsschreibung des 20. Jahrhunderts und stellen den jüngsten Stand der Forschung dar.
Wie sein Mitbruder Thomas Merton lebte Pater Chrysogonus über Jahrzehnte hinweg getrennt von der Abtei, in einer abgelegenen Einsiedelei. Er diente dennoch als Regens chori und begleitete feierliche Liturgien an der Orgel. Er war intensiv an der klösterlichen Liturgiereform nach dem Zweiten Vatikanum beteiligt und übersetzte viele Teile davon ins Englische. Er war Mitglied der International Commission on English in the Liturgy (ICEL) und ein gesuchter Referent auf Tagungen im In- und Ausland.
Er starb am Christkönigsfest.

## Werke
- Shall we really wash our hands in the blood of sinners?, in: Cistercian Studies Quarterly (CSQ) 44:4 (2009), S. 435–445.
- The Primitive Cistercian Breviary (Staatsbibliothek zu Berlin, Preussischer Kulturbesitz, Ms. Lat. Oct. 402), with Variants from the "Bernardine" Cistercian Breviary, Fribourg: Academic Press, 2007.
- The hidden years of Ælred of Rievaulx: the formation of a spiritual master, in: (CSQ) 41:1 (2006) 51-63
- To Metz - but where in Metz? And when?, in: (CSQ) 41:4 (2006), S. 403–419.
- A Corpus liturgicum Cisterciense saeculi duodecimi: a Tribute to John Sommerfeldt’, in: Truth as Gift: Studies in Medieval Cistercian History in Honor of John R. Sommerfeldt. (Hg.) Marsha L. Dutton, Daniel M. La Corte and Paul Lockey, Kalamazoo: Cistercian Publications, 2004, S. 169–198.
- "Adtendite a falsis prophetis": Abaelard's earliest known anti-Cistercian diatribe’, in: (CSQ) 39:4 (2004), S. 371–398.
- Cistercian influence on the abbey of the Paraclete?: plotting data from the Paraclete book of burials, customary, and necrology’, in: Perspectives for an Architecture of Solitude: Essays on Cistercians, Art and Architecture in Honour of Peter Fergusson. Hg. Terry N. Kinder, Medieval Church Studies 11; Studia et Documenta 13. Turnhout: Brepol, 2004, S. 329–340.
- Saint Bernard of Clairvaux, sweet singer of Israel: the textual reform of the primitive Cistercian breviary, in: (CSQ) 38:4 (2003), S. 439–448.
- Twelfth-Century Statutes from the Cistercian General Chapter.  Latin Text with English Notes and Commentary.  Studia et Documenta 12.  Cistercian: Commentarii Cistercienses, 2002.
- Cistercian Lay Brothers. Twelfth-Century Usages with Related Texts. Edited by Chrysogonus Waddell.  (Studia et Documents 10).  Citeaux: Commentarii Cistercienses, 2000.
- Narrative and Legislative Texts from Early Citeaux. Latin Text in Dual Edition with English Translation and Notes.  Citeaux: Commentarii Cistercienses, 1999.
- Praise no less than charity. Studies in honor of M. Chrysogonus Waddell, monk of Gethsemani Abbey, Hg. E. Rozanne Elder, Kalamazoo: Cistercian Publications, 2002.